# George Pisi
George Pisi (ur. 29 czerwca 1986 w Apii) – samoański rugbysta występujący na pozycji środkowego ataku w drużynach Northampton Saints oraz reprezentacji Samoa. Mistrz Anglii, dwukrotny medalista juniorskich mistrzostw świata, uczestnik dwóch Pucharów Świata.
Jego dwaj bracia – starszy Tusi i młodszy Ken – również byli reprezentantami Samoa, najmłodszy – Mackenave – grał zaś w szkolnych drużynach.

## Kariera klubowa
Urodzony na Samoa zawodnik wraz z rodziną przeprowadził się do Nowej Zelandii w wieku trzech lat. W 1999 wziął udział w Roller Mills Rugby Tournament, prestiżowym turnieju dla uczniów szkół podstawowych. Uczęszczał do Massey High School, gdzie z sukcesami przez trzy lata występował w pierwszej drużynie tej szkoły, a następnie w związanym z nią lokalnym Massey Rugby Club. W 2005 roku został wybrany do zespołu North Harbour, w barwach którego występował również w New Zealand National Rugby Sevens Tournament. Zdobył z nim również pierwszy raz w historii zespołu we wrześniu 2006 roku Ranfurly Shield. Podczas pierwszej obrony tego trofeum w czerwcu 2007 roku wystąpił natomiast jednocześnie wraz z oboma braćmi. Został wybrany do zespołu Blues na sezon 2006 Super 14. Pierwszy raz w meczowym składzie znalazł się w trzeciej kolejce, jednak na boisku pojawił się dopiero w spotkaniu ostatniej kolejki z Chiefs. Przez większość tego sezonu występował zatem w lokalnym klubie Massey. Znalazł się również w składzie Blues na lata 2007 i 2008. Powtarzające się kontuzje, które skutkowały dwiema operacjami ramienia, spowodowały, że opuścił sezon 2009, podobnie jak część dwu poprzednich. W 2010 roku pozostając w składzie Blues opuścił North Harbour i na dwa lata przeszedł do występującego w NPC zespołu Taranaki. W pierwszym sezonie wystąpił w podstawowym składzie w trzynastu spotkaniach, w tym czasie zmienił również pozycję z obrońcy na środkowego ataku.
Przed sezonem 2011 Super Rugby sztab szkoleniowy Blues ogłosił, iż zwalnia zawodnika z kontraktu. Dyrektor sportowy ASM Clermont Auvergne, Jean-Marc Lhermet, pod koniec lutego 2011 ściągnął zatem Pisiego w zastępstwie za poważnie kontuzjowanego Gavina Williamsa na resztę spotkań sezonu Top 14. Już 1 marca tego roku zawodnik podpisał kontrakt na występy w angielskim Northampton Saints od sezonu 2011/2012, a honorując ubiegłoroczne zobowiązania wystąpił w czterech meczach Taranaki w ITM Cup 2011. Dobre występy w barwach Saints przyniosły mu nominację do nagrody najlepszego gracza rozgrywek według Rugby Players' Association, został wybrany do zespołu sezonu English Premiership, otrzymał dwie wewnątrzklubowe wyróżnienia (dla najlepszego zawodnika według graczy oraz kibiców), a także wygrał plebiscyt na sportową osobowość hrabstwa Northamptonshire (Northamptonshire Sports Personality of the Year). W kolejnym sezonie do Saints dołączył brat George’a, Ken, a sam zawodnik podpisywał kolejne przedłużenia kontraktu. W sezonie 2013/2014 zespół triumfował zarówno w European Challenge Cup, jak i po raz pierwszy w historii klubu tytuł mistrza Anglii, Pisi natomiast w kwietniu 2015 roku został czwartym graczem, który osiągnął barierę stu spotkań rozegranych dla Saints.

## Kariera reprezentacyjna
Występował w juniorskich drużynach regionalnego związku North Harbour Rugby Union, otrzymywał również powołania do nowozelandzkich reprezentacji. W 2003 roku znalazł się na zgrupowaniu U-17 i w drużynie rugby 7 U-18, a rok później został wytypowany do zespołu New Zealand Schools, gdzie rywalizował z rówieśnikami z Australii i Fidżi. Pod koniec 2004 roku otrzymał powołanie na zgrupowanie szerokiej kadry U-19, znalazł się również w składzie na zakończone przegraną w finale mistrzostwa świata w kwietniu 2005 roku. Przez kolejne dwa lata Pisi występował w reprezentacji U-21. W 2006 roku po uprzednim zgrupowaniu został nominowany do składu na mistrzostwa świata. Zagrał we wszystkich pięciu meczach tego turnieju zdobywając jedno przyłożenie, a reprezentujący Nową Zelandię zawodnicy zajęli ostatecznie trzecie miejsce. W związku z restrukturyzacją przez IRB rozgrywek juniorskich, w 2007 roku nie odbyły się mistrzostwa świata, toteż jedynym sprawdzianem kadry U-21 był testmecz z Kanadą.
Nie doczekawszy się powołania do All Blacks, skorzystał z okazji do występów na arenie międzynarodowej, gdy dotarli do niego przedstawiciele Samoa Rugby Union. W seniorskiej reprezentacji Samoa zadebiutował w Pucharze Narodów Pacyfiku 2010 w meczu z Tonga, następnie zagrał jeszcze w ramach tego turnieju przeciwko Fidżi. W listopadzie tego roku był podstawowym środkowym ataku we wszystkich trzech meczach europejskiego tournée Samoańczyków w Europie. W 2011 roku ponownie wystąpił w Pucharze Narodów Pacyfiku, w meczu z Japonią zdobywając pierwsze w karierze przyłożenie, a dwa tygodnie później powtórzył to osiągnięcie w pierwszej w historii wygranej Samoa nad Wallabies.
George Pisi, wraz z bratem Tusim, został powołany na Puchar Świata w Rugby 2011, gdzie wystąpił w trzech meczach swojej drużyny – z Namibią, Walią i Fidżi.
Początkowo nie znalazł się w trzydziestoosobowym składzie na kończące sezon reprezentacyjny 2012 mecze w Europie z powodu problemów stawianych przez klub, jednak ostatecznie znalazł się w składzie na mecze z Kanadą, Walią i Francją, w tym drugim zdobywając w akrobatyczny sposób jedno z przyłożeń. W kolejnym sezonie otrzymał powołanie na listopadowe spotkania kadry, wystąpił jednak tylko w meczu z Irlandią, po którym otrzymał sześciotygodniowe zawieszenie za niebezpieczną szarżę na Tommym Bowe. Jedyne występy w 2014 roku zaliczył podczas czerwcowego okienka reprezentacyjnego, zaś rok później wraz z dwoma braćmi znalazł się w składzie na Puchar Świata w Rugby 2015.